# Zygmunt Powała-Dzieślewski
Zygmunt Henryk Dzieślewski (ur. 21 stycznia 1898, zm. 23 września 1953 w Londynie) – oficer Wojska Polskiego II RP i Polskich Sił Zbrojnych, major dyplomowany kawalerii. 

## Życiorys
Zygmunt Dzieślewski urodził się 21 stycznia 1898 roku w rodzinie Romana i Marii Jadwigi Ipohorskiej-Lenkiewicz. Wychowywał się we Lwowie, przebywał w Szwajcarii. 
31 października 1923 roku został przydzielony z 8 pułku ułanów Księcia Józefa Poniatowskiego do Wyższej Szkoły Wojennej w Warszawie, w charakterze słuchacza V Kursu Normalnego. 3 października 1925 roku, po ukończeniu kursu i otrzymaniu dyplomu naukowego oficera Sztabu Generalnego, został przeniesiony do kadry oficerów kawalerii przy Departamencie II Ministerstwa Spraw Wojskowych z równoczesnym przydziałem służbowym do Oddziału IV Sztabu Generalnego na sześć miesięcy. 5 czerwca 1926 roku został przydzielony do Oddziału II Sztabu Generalnego. 23 grudnia 1926 roku został przesunięty ze stanowiska pełniącego obowiązki I oficera sztabu na stanowisko II oficera sztabu 2 Dywizji Kawalerii w Warszawie. 23 grudnia 1929 roku został przeniesiony z 3 pułku Ułanów Śląskich do dowództwa Brygady Kawalerii „Toruń” w Toruniu na stanowisko oficera sztabu. Na rotmistrza został mianowany ze starszeństwem z dniem 1 stycznia 1931 roku i 53. lokatą w korpusie oficerów kawalerii. Z dniem 1 stycznia 1932 roku został przeniesiony do Dowództwa Okręgu Korpusu Nr VIII w Toruniu. 28 września 1933 roku ogłoszono jego przeniesienie z DOK VIII do 12 pułku Ułanów Podolskich w Białokrynicy. W następnym roku został przeniesiony do 5 pułku strzelców konnych w Tarnowie. Z dniem 1 listopada 1934 roku został przeniesiony do Gabinetu Ministra Spraw Wojskowych na stanowisko szefa wydziału I.
Oficer Oddziału II Sztabu Głównego referatu „Wschód” („C.5”, nb. w 1921 r. kierownik wywiadu na Niemcy). Członek klubu sportowego LKS Pogoń Lwów. Przed wojną mieszkał w Warszawie. 
W czasie kampanii wrześniowej 1939 roku był oficerem Oddziału II Sztabu Grupy Operacyjnej „Bielsko” (od 3 września „Boruta”). 20 września, po zakończonej bitwie pod Tomaszowem Lubelskim, dostał się do niemieckiej niewoli.
W obozie dowiedział się o kanale przerzutowym do Włoch. Gdy udało mu się wyjść na kilkudniową przepustkę na święta Bożego Narodzenia - dzięki doskonałej znajomości języka niemieckiego - skontaktował swoją żonę z osoba, która mogła zorganizować włoskie paszporty. Była nią Polka pracująca dla zagranicznego przewoźnika kolejowego, obsługującego linie z Rzymu do Krakowa. Paszporty zdobywała we Włoszech dzięki mężowi siostry Aleksandrowi Zawiszy, radcy ambasady RP w Rzymie. Żona Halina z córką Izabellą wyjechały pierwsze, wiosną 1940 r. Potem Zygmunt jeszcze raz poprosił o przepustkę z obozu i ponownie ją otrzymał. Ale już nie wrócił. Po pewnym czasie spotkali się wszyscy w Londynie. Ucieczka rodziny z okupowanego kraju to gotowy scenariusz filmowy. Jego działalność wywiadowcza, lub kontrwywiadowcza nie jest znana. Znał pięć języków, władał biegle niemieckim, angielskim, francuskim i włoskim. Posiadał zdolności artystyczne, namalował między innymi portret ojca, który to portret wraz z całym majątkiem spalił się podczas powstania warszawskiego.

## Publikacje
- Nowoczesne poglądy na organizację kawalerii, Przegląd Kawaleryjski Nr 1 (17) z 1927.
- Druga bitwa pod Lwowem (współautor Kamil Matkowski), Bellona, Wojskowy Instytut Naukowo-Wydawniczy, 1933.
- Od Komarowa do Rawy Ruskiej, Bellona, Wojskowy Instytut Naukowo-Wydawniczy, 1935.

## Ordery i odznaczenia
- Krzyż Walecznych
- Złoty Krzyż Zasługi